# Сан Северино Лукано
Сан Северино Лукано (итал. San Severino Lucano) је насеље у Италији у округу Потенца, региону Базиликата.
Према процени из 2011. у насељу је живело 730 становника. Насеље се налази на надморској висини од 897 м.

## Становништво
Према резултатима пописа становништва 2011. у општини је живело 1.711 становника.
| 1931. | 1936. | 1951. | 1961. | 1971. | 1981. | 1991. | 2001. | 2011. |
| ----- | ----- | ----- | ----- | ----- | ----- | ----- | ----- | ----- |
| 3.419 | 3.435 | 3.454 | 3.027 | 2.810 | 2.405 | 2.224 | 1.923 | 1.711 |